# ヒトラー内閣

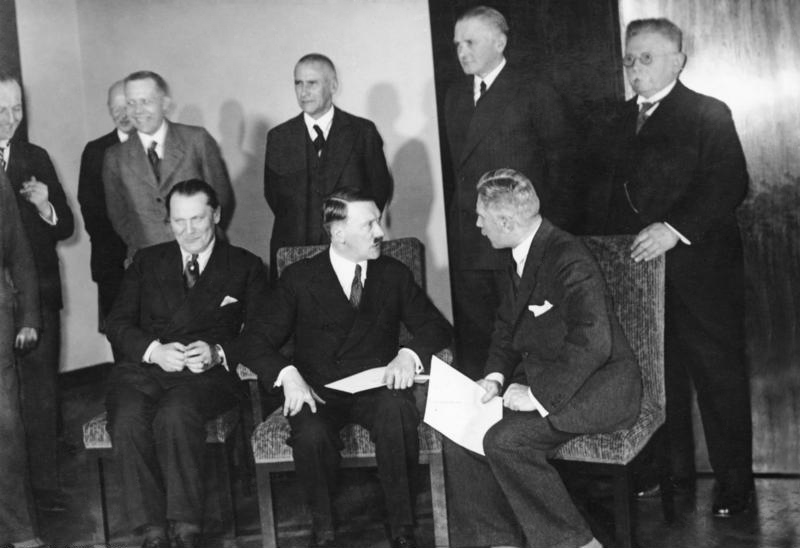
1933年1月30日のヒトラー内閣の閣僚。前列左からゲーリング無任所大臣、ヒトラー首相、パーペン副首相。後列左からクロージク財務大臣、フリック内務大臣、ブロンベルク国防大臣、フーゲンベルク経済・農業食糧大臣

ヒトラー内閣（ヒトラーないかく）は、アドルフ・ヒトラーを首相とするドイツの内閣。1933年1月30日に成立し、1945年4月30日のアドルフ・ヒトラーの死まで存続した。いわゆるヴァイマル共和政の幕引きと、ナチス・ドイツ時代をもたらした。

## 概要
ドイツ国大統領パウル・フォン・ヒンデンブルクは1933年1月30日、ヒトラーをヴァイマル憲法下における11人目の首相に任命した。ヴァイマル憲法の規定によって成立した21番目の内閣であり、最後の内閣となった。この発足時点のヒトラー内閣は、国民社会主義ドイツ労働者党（ナチ党）と保守派・貴族の連立内閣であった。
ナチ党から入閣したのは首相ヒトラー、内務大臣ヴィルヘルム・フリック、無任所大臣ヘルマン・ゲーリングの3人のみであり、施政一般に対して、副首相フランツ・フォン・パーペンの承認がなければ大統領はこれを裁可しないとの条件が付されていた。パーペンは「われわれは彼を雇ったのさ」「わたしはヒンデンブルクに信頼されている。二ヶ月もしないうちにヒトラーは隅っこのほうに追いやられてきいきい泣いているだろう」と語り、内閣の実権を握るつもりでいた。当時の内閣は合議制であり、首相に突出した実権が与えられていたわけではなかった。さらに、ゲーリングは閣僚とはいっても無任所大臣にしかすぎなかったし、フリックは内務大臣とはいっても全国的な警察の指揮権限を持たない（連邦制を採っていたヴァイマル体制下のドイツでは、各州に独自の警察が置かれていた）という弱体ぶりであった。
ところが、パーペンは国の最重要地域であったプロイセン自由州（国土と人口の過半を占めるとともに首都ベルリンをその域内に収めていた）を掌握して自分の権力を確立するため、自ら同自由州首相に就任した。しかしこの時に、ヒトラーはさすがに勘所を外さず、パーペンに要求してゲーリングをプロイセン自由州内務大臣に就任させることに成功する。プロイセン自由州内務省は同州の警察を所管していたから、中央政府においては無任所大臣にすぎなかったゲーリングが国土面積の過半数を占めるプロイセン自由州と首都におよぶ警察組織の指揮権を手に入れたのである。ゲーリングはこの権限を行使してプロイセン自由州警察の首脳部をナチ党員にすげ替え、権力基盤を確固たるものとしていった。
さらにヒトラーは、即座に国会を解散し、2月の国会議事堂放火事件後の大統領令による野党の弾圧、3月の総選挙後の全権委任法成立等を通じて次第に独裁権力を掌握し、4月ごろには「内閣の中で指導者（ヒトラー）の権威が完全に確立されるに至った。もはや表決が行われる事はない。指導者が決定を下すのだ。」とゲッベルスが日記に記すほどになった。以降、非ナチ党員の閣僚は辞職するか実権を失ったし、閣議すら開かれることがめっきりなくなっていった。たとえば、ルートヴィヒ・シュヴェリン・フォン・クロージクは1933年から1945年まで財務大臣を務めたが、最後にヒトラーと面会したのは1942年であった。副首相パーペンもヒトラーの巧妙な権力掌握にはなすすべもなく、1934年6月30日の「長いナイフの夜」事件によって事実上失脚し、同年8月7日には副首相の辞任に追い込まれた。一方では、1933年3月にゲッベルスが国民啓蒙・宣伝大臣として入閣したことを皮切りとして、閣僚はヒトラーに忠実なナチ党員やヒトラーの信任を得た人物に入れ替えられていった。
ナチ党の権力掌握（マハトエアグライフング）を通じて、ナチ党とドイツ国家の一体化が進められた。その結果、ナチ党の有力者で内閣の大臣を兼ねた者は強大な政治的権限をふるった（国民啓蒙・宣伝大臣ゲッベルス、航空大臣ゲーリング、等）。中には、ナチ党組織を権力基盤としつつ、類似分野を担当する政府機関と権力闘争をくりひろげ、ついには後者を圧倒して閣僚職を手中に納めた者（親衛隊全国指導者で内務大臣を兼任することとなったヒムラー、ドイツ労働戦線指導者で無任所大臣を兼任することとなったライ、等）もいる。一方、閣僚であっても、ナチ党に基盤を持たない者は政治的実権を持たず、その大臣号も名誉職や事務担当者に過ぎないものとなった（財務大臣シュヴェリン・フォン・クロージク、労働大臣ゼルテ、等）。ただし、ナチ党に確固たる基盤を持たない者であっても、最高指導者ヒトラーの信頼を受けてさえいれば、その度合いに比例して強大な権力をふるうことができた（経済大臣時代のシャハト、軍需大臣シュペーア、外務大臣リッベントロップ、等）。ナチ党の幹部ではあってもヒトラーからの信任が薄い者は、閣僚としての権限は充分ではなかった（東部占領地域大臣ローゼンベルク、等）。

## 発足時のヒトラー内閣
- 首相 - アドルフ・ヒトラー（ナチ党指導者）
- 副首相（ドイツ語版）・プロイセン自由州首相 - フランツ・フォン・パーペン（男爵・元中央党・元首相）
- 外務大臣 - コンスタンティン・フォン・ノイラート（男爵・職業外交官）※留任
- 内務大臣 - ヴィルヘルム・フリック（ナチ党、党国会議員団長）
- 財務大臣 - ルートヴィヒ・シュヴェリン・フォン・クロージク（伯爵・大蔵官僚）※留任
- 司法大臣 - フランツ・ギュルトナー（国家人民党）※留任
- 国防大臣 - ヴェルナー・フォン・ブロンベルク（陸軍中将）
- 経済大臣（ドイツ語版）・農業・食糧大臣（ドイツ語版） - アルフレート・フーゲンベルク（国家人民党党首・メディア経営者）
- 労働大臣 - フランツ・ゼルテ（鉄兜団指導者）
- 運輸大臣・郵政大臣 - パウル・フォン・エルツ・リューベナッハ（男爵）※留任
- 無任所大臣 ・プロイセン自由州内務大臣・国会議長 - ヘルマン・ゲーリング（ナチ党）

## ヒトラー内閣歴代閣僚
| 職名                                                                                 | 代             | 氏名                                           | 氏名           | 出身等                                  | その他の役職                                                 | 備考                                                   |
| ------------------------------------------------------------------------------------ | -------------- | ---------------------------------------------- | -------------- | --------------------------------------- | ------------------------------------------------------------ | ------------------------------------------------------ |
| 首相                                                                                 | 15             | アドルフ・ヒトラー                             |                | 国家社会主義ドイツ労働者党              | 国防軍最高司令官、 陸軍総司令官、 ナチ党指導者               | 1933年 - 1945年（自殺）                                |
| 副首相                                                                               | 11             | フランツ・フォン・パーペン                     |                | 無所属 退役陸軍中佐 男爵                | プロイセン総督兼任                                           | 元首相 1933年 - 1934年（辞任）                         |
| 外務大臣                                                                             | 11             | コンスタンティン・フォン・ノイラート           |                | 国家社会主義ドイツ労働者党 男爵         | 親衛隊大将                                                   | 1933年 - 1938年2月4日解任                              |
| 外務大臣                                                                             | 12             | ヨアヒム・フォン・リッベントロップ             |                | 国家社会主義ドイツ労働者党              | 駐イギリス大使、親衛隊大将                                   | 1938年 - 1945年                                        |
| 内務大臣                                                                             | 18             | ヴィルヘルム・フリック                         |                | 国家社会主義ドイツ労働者党              | 党国会議員団長                                               | 1933年 - 1943年8月20日解任                             |
| 内務大臣                                                                             | 19             | ハインリヒ・ヒムラー                           |                | 国家社会主義ドイツ労働者党              | 親衛隊全国指導者、 全ドイツ警察長官                          | 1943年 - 1945年（解任）                                |
| 財務大臣                                                                             | 13             | ルートヴィヒ・シュヴェリン・フォン・クロージク |                | 国家社会主義ドイツ労働者党 伯爵         |                                                              | 1933年 - 1945年                                        |
| 司法大臣                                                                             | 14             | フランツ・ギュルトナー                         |                | 国家社会主義ドイツ労働者党              |                                                              | 1933年 - 1941年1月29日（死亡）                         |
| 司法大臣                                                                             | ー             | フランツ・シュレーゲルベルガー                 |                | 国家社会主義ドイツ労働者党              | 司法次官                                                     | 司法大臣代行（1941年 - 1942年）                        |
| 司法大臣                                                                             | 15             | オットー・ゲオルク・ティーラック               |                | 国家社会主義ドイツ労働者党              | 人民法廷長官                                                 | 1942年 - 1945年                                        |
| 国防大臣                                                                             | 5              | ヴェルナー・フォン・ブロンベルク               |                | 国家社会主義ドイツ労働者党 陸軍元帥     | 国防軍総司令官                                               | 1933年 - 1938年2月27日解任                             |
| 国防大臣                                                                             | （国防省廃止） | （国防省廃止）                                 | （国防省廃止） | （国防省廃止）                          | （国防省廃止）                                               | 1938年廃止                                             |
| 国防軍最高司令部総長 （1938年新設）                                                  | 1              | ヴィルヘルム・カイテル                         |                | 無所属 陸軍元帥                         | 内閣枢密院顧問官、 国防閣僚会議議員                          | 1938年 - 1945年                                        |
| 経済大臣                                                                             | 14             | アルフレート・フーゲンベルク                   |                | ドイツ国家人民党                        | ドイツ国家人民党党首、国会議員 農業・食糧大臣兼任            | 1933年 - 同年6月29日辞任                               |
| 経済大臣                                                                             | 15             | クルト・シュミット                             |                | 国家社会主義ドイツ労働者党              |                                                              | 1933年 - 1935年1月31日解任                             |
| 経済大臣                                                                             | 16             | ヒャルマル・シャハト                           |                | 国家社会主義ドイツ労働者党              | ライヒスバンク総裁                                           | 1935年 - 1937年11月26日辞任                            |
| 経済大臣                                                                             | 17             | ヘルマン・ゲーリング                           |                | 国家社会主義ドイツ労働者党              | 国家元帥、航空大臣・空軍総司令官兼任                         | 1937年 - 1938年1月15日辞任                             |
| 経済大臣                                                                             | 18             | ヴァルター・フンク                             |                | 国家社会主義ドイツ労働者党              | ライヒスバンク総裁                                           | 1938年 - 1945年                                        |
| 労働大臣                                                                             | 8              | フランツ・ゼルテ                               |                | 国家社会主義ドイツ労働者党              | 国会議員、突撃隊大将                                         | 1933年 - 45年                                          |
| 運輸大臣                                                                             | 12             | パウル・フォン・エルツ＝リューベナッハ         |                | 無所属 男爵                             | 郵政大臣兼任                                                 | 1933年 - 1937年2月1日解任                              |
| 運輸大臣                                                                             | 13             | ユリウス・ドルプミュラー                       |                | 国家社会主義ドイツ労働者党              |                                                              | 1937年 - 1945年                                        |
| 郵政大臣                                                                             | 5              | パウル・フォン・エルツ＝リューベナッハ         |                | 無所属 男爵                             | 運輸大臣兼任                                                 | 1933年 - 1937年2月1日解任                              |
| 郵政大臣                                                                             | 6              | ヴィルヘルム・オーネゾルゲ                     |                | 国家社会主義ドイツ労働者党              |                                                              | 1937年 - 1945年                                        |
| 農業 ・ 食糧大臣                                                                     | 11             | アルフレート・フーゲンベルク                   |                | ドイツ国家人民党                        | ドイツ国家人民党党首、経済大臣兼任                           | 1933年 - 同年6月29日辞任                               |
| 農業 ・ 食糧大臣                                                                     | 12             | リヒャルト・ヴァルター・ダレ                   |                | 国家社会主義ドイツ労働者党              | 全国農民指導者、 親衛隊大将                                  | 1933年 - 1944年（1942年5月23日から病気療養のため休職） |
| 農業 ・ 食糧大臣                                                                     | 13             | ヘルベルト・バッケ                             |                | 国家社会主義ドイツ労働者党              | 全国農民指導者、 親衛隊大将                                  | 1944年 - 1945年                                        |
| 国民啓蒙 ・ 宣伝大臣(1933年3月13日新設)                                              | 1              | ヨーゼフ・ゲッベルス                           |                | 国家社会主義ドイツ労働者党              | 宣伝全国指導者、ベルリン大管区指導者                         | 1933年 - 1945年                                        |
| 航空大臣(1933年5月5日新設)                                                           | 1              | ヘルマン・ゲーリング                           |                | 国家社会主義ドイツ労働者党              | 国家元帥、空軍総司令官                                       | 1933年 - 1945年4月23日解任                             |
| 科学 ・ 教育 ・ 国民文化大臣 (1934年5月1日新設)                                      | 1              | ベルンハルト・ルスト                           |                | 国家社会主義ドイツ労働者党              | 南ハノーファー＝ブラウンシュヴァイク大管区指導者             | 1934年 - 1945年                                        |
| 宗教大臣 (1935年7月16日新設)                                                         | 1              | ハンス・ケルル                                 |                | 国家社会主義ドイツ労働者党              | 国会第一副議長、突撃隊大将                                   | 1935年 - 1941年12月14日（在任中に死去）                |
| 宗教大臣 (1935年7月16日新設)                                                         | ー             | ヘルマン・ムース                               |                | 国家社会主義ドイツ労働者党              | 宗教省次官                                                   | 1941年 - 1945年宗教大臣代行                            |
| 軍需大臣 (1940年3月17日-1943年：兵器・弾薬大臣、 1943年-1945年：軍備・戦時生産大臣） | 1              | フリッツ・トート                               |                | 国家社会主義ドイツ労働者党              | 突撃隊大将、空軍少将                                         | 1940年 - 1942年2月8日（在任中に死去）                  |
| 軍需大臣 (1940年3月17日-1943年：兵器・弾薬大臣、 1943年-1945年：軍備・戦時生産大臣） | 2              | アルベルト・シュペーア                         |                | 国家社会主義ドイツ労働者党              | 帝国首都建設総監                                             | 1942年 - 1945年                                        |
| 東部占領地域大臣(1941年12月17日新設)                                                 | 1              | アルフレート・ローゼンベルク                   |                | 国家社会主義ドイツ労働者党              | 対外政策全国指導者                                           | 1941年 - 1945年                                        |
| 帝国無任所大臣                                                                       |                | ヘルマン・ゲーリング                           |                | 国家社会主義ドイツ労働者党              | プロイセン自由州内務大臣→同州首相                            | 1933年（→経済大臣・航空大臣）                          |
| 帝国無任所大臣                                                                       |                | ルドルフ・ヘス                                 |                | 国家社会主義ドイツ労働者党              | 親衛隊大将、党副総統                                         | 1933年 - 1941年                                        |
| 帝国無任所大臣                                                                       |                | エルンスト・レーム                             |                | 国家社会主義ドイツ労働者党 退役陸軍大尉 | 突撃隊幕僚長                                                 | 1933年 - 1934年（殺害）                                |
| 帝国無任所大臣                                                                       |                | ハンス・ケルル                                 |                | 国家社会主義ドイツ労働者党              | 突撃隊大将、 国会第一副議長                                  | 1934年 - 1935年（→宗教大臣）                           |
| 帝国無任所大臣                                                                       |                | ハンス・フランク                               |                | 国家社会主義ドイツ労働者党              | 司法全国指導者、 ポーランド総督、 予備役陸軍少尉             | 1934年 - 1942年                                        |
| 帝国無任所大臣                                                                       |                | ヒャルマル・シャハト                           |                | 国家社会主義ドイツ労働者党              | 前経済大臣、前ライヒスバンク総裁                             | 1937年 - 1943年                                        |
| 帝国無任所大臣                                                                       |                | コンスタンティン・フォン・ノイラート           |                | 国家社会主義ドイツ労働者党 男爵         | 親衛隊大将、前外務大臣、ベーメン・メーレン保護領初代総督     | 1938年 - 1945年                                        |
| 帝国無任所大臣                                                                       |                | アルトゥール・ザイス＝インクヴァルト           |                | 国家社会主義ドイツ労働者党              | 親衛隊大将、元オーストリア首相、オランダ国家弁務官           | 1938年 - 1945年                                        |
| 帝国無任所大臣                                                                       |                | マルティン・ボルマン                           |                | 国家社会主義ドイツ労働者党              | 親衛隊大将、党官房長                                         | 1941年 - 1945年 帝国大臣待遇                           |
| 帝国無任所大臣                                                                       |                | ヴィルヘルム・フリック                         |                | 国家社会主義ドイツ労働者党              | 前内務大臣、 党国会議員団長、ベーメン・メーレン保護領2代総督 | 1943年 - 1945年                                        |
| 帝国無任所大臣                                                                       |                | コンスタンティン・ヒールル                     |                | 国家社会主義ドイツ労働者党              | 名誉陸軍少将、 労働全国指導者兼任                            | 1943年 - 1945年                                        |
| 帝国無任所大臣                                                                       |                | ハンス・ハインリヒ・ラマース                   |                | 国家社会主義ドイツ労働者党              | 親衛隊大将、 首相官房長兼任                                  | 1937年 - 1945年                                        |

国務大臣
上述の大臣は「Reichsminister」（大臣、国家大臣、帝国大臣、ライヒ大臣などと訳される）と呼ばれる上級の大臣職であった。ドイツ政府にはこのほかに、イギリスの閣外大臣に相当する下位の大臣職が存在し、「Staatsminister」（国務大臣、国務相などと訳される）と呼ばれていた。この地位にあったことが確認されるのは下記の2名である。ただし彼らは「Staatsminister im Rang eines Reichsministers」つまり「閣僚待遇の国務大臣」と位置づけられていた。
| 職名             | 代 | 氏名                       | 氏名 | 所属政党                   | 担当部門                                 | 備考              |
| ---------------- | -- | -------------------------- | ---- | -------------------------- | ---------------------------------------- | ----------------- |
| 閣僚待遇国務大臣 |    | カール・ヘルマン・フランク |      | 国家社会主義ドイツ労働者党 | 親衛隊大将、ベーメン・メーレン保護領担当 | 1943年8月20日就任 |
| 閣僚待遇国務大臣 |    | オットー・マイスナー       |      | 国家社会主義ドイツ労働者党 | 指導者兼首相の大統領官房長               | 1937年1月30日就任 |

## ヒトラーの遺書による内閣
1945年、ヒトラーは自殺に先立って遺書をしたため、自らの後継者としてデーニッツ海軍元帥を大統領に任命するとともに、デーニッツが率いるべき新政府の閣僚をすべて指名した。ただし、こうした内容を盛り込んだヒトラーの遺書は3通作られて総統地下壕から外部（デーニッツ宛、中央軍集団司令官フェルディナント・シェルナー元帥宛、ミュンヘンのナチ党文書館宛）に送られたものの、いずれも移送中に隠匿されてしまい、全文が知られるには終戦後の調査を待たなければならなかった。
従って、この遺書の中で当時に公表され、一応は任命が発効したといえるのは、ベルリンの総統官邸地下壕にいたゲッベルスとナチ党官房長マルティン・ボルマンがデーニッツに電報で知らせた部分、すなわち大統領デーニッツ、首相ゲッベルス、ナチ党担当大臣ボルマン、外務大臣ザイス＝インクヴァルトの4名だけであった。さらに、大統領となったデーニッツはヒトラーの遺言による閣僚指名を黙殺し、自らの内閣としてフレンスブルク政府を組織した。
※（ ）内は任命当時の職
- 大統領・国防軍最高司令官・国防大臣・海軍総司令官 - カール・デーニッツ海軍元帥（海軍総司令官）
- 首相 - ヨーゼフ・ゲッベルス（国民啓蒙・宣伝大臣、ベルリン大管区指導者、総力戦全国指導者、ベルリン防衛総監）
- ナチ党担当大臣 - マルティン・ボルマン（ナチ党官房長）
- 外務大臣 - アルトゥル・ザイス＝インクヴァルト（無任所大臣・オランダ帝国弁務官）
- 内務大臣 - パウル・ギースラー（バイエルン州首相・ミュンヘン大管区指導者）
- 陸軍総司令官 - フェルディナント・シェルナー陸軍元帥（中央軍集団司令官）
- 空軍総司令官 - ローベルト・フォン・グライム空軍元帥
- 親衛隊全国指導者・ドイツ警察長官 - カール・ハンケ（ニーダーシュレジエン大管区指導者）
- 経済大臣 - ヴァルター・フンク（経済大臣・国立銀行総裁）※留任
- 食糧大臣 - ヘルベルト・バッケ（食糧大臣）※留任
- 司法大臣 - オットー・ゲオルク・ティーラック（司法大臣）※留任
- 科学・教育・国民文化大臣 - グスタフ・アドルフ・シェール（ザルツブルク帝国大管区指導者）
- 国民啓蒙・宣伝大臣 - ヴェルナー・ナウマン（国民啓蒙・宣伝省次官）
- 財務大臣 - ルートヴィヒ・シュヴェリン・フォン・クロージク（財務大臣）※留任
- 労働大臣 - テオドール・フップアウアー（ドイツ語版）（軍需省計画局長）
- 軍需大臣 - カール＝オットー・ザウル（軍需省次官）
- 無任所大臣・ドイツ労働戦線総裁 - ロベルト・ライ（無任所大臣・ドイツ労働戦線総裁）※留任